# Otto Zembsch
Otto Gustav Zembsch (* 31. Mai 1841; † 2. März 1911) war ein deutscher Kapitän zur See der Kaiserlichen Marine und Botschafter.

## Leben
Otto Zembsch trat am 24. April 1856 in die Preußische Marine ein.
Als Fähnrich zur See übernahm er Mitte Februar 1864 die neu in Dienst gestellte Pfeil. In dieser Position wurde er Leutnant II. Klasse und später damit Leutnant zur See. Im September 1864 gab er das Kommando ab.
Von April 1866 bis Oktober 1866 war er Kommandant der Wolf. 1873 war er, ab 25. Februar 1873 Korvettenkapitän, als Erster Offizier auf der Ariadne.
Als Kapitänleutnant war er von Juli 1874 bis November 1875 Kommandant der Nautilus. Als Ende 1874 eine Rostocker Brigg bei Getaria von spanischen Aufständischen aufgebracht worden war, erreichte die Nautilus Ende Januar 1875 das spanische Küstengebiet. Zembsch hatte bereits mit den Aufständischen verhandelt und konnte für die Beilegung der Auseinandersetzung eine Entschädigung heraushandeln. Ab 1876 war er im Admiralstab, u. a. im Dezernat III, eingesetzt.
Am 14. Juni 1879 wechselte Zembsch mit dem Charakter als Kapitän zur See für anfangs 5 Jahre in den konsularischen Dienst. Er wurde erster Berufskonsul, später Generalkonsul, für die Tonga- und Samoa-Inseln mit Sitz in Apia. Im August 1881 untersuchte er in dieser Position von der Habicht aus den gewaltsamen Tod u. a. von Theodor Kleinschmidt auf der Insel Utuan (Duke-of-York-Gruppe) und stellte in seinem Untersuchungsbericht fest, dass den Gewalttätigkeiten der Einheimischen eine „nicht unbedeutende Provocation Seitens des Dr. Kleinschmidt“ vorausgegangen sei. Im Rahmen der Untersuchung wurde ferner ein Arbeiter von den Salomon-Inseln des Mordes an einem ungarischen Händler verdächtigt, der bei einer deutschen Südsee-Firma beschäftigt war. Zembsch ließ deshalb mit der Habicht das Küstendorf Tubtub auf Neuirland anfahren, wo der Arbeiter vermutet wurde. Als es zu keiner Auslieferung des Gesuchten kam, wurde die Siedlung erst in Brand gesetzt und dann mit Granaten beschossen.
1884/1885 war Zembsch erster Generalkonsul der deutschen Botschaft in Südkorea und anschließend von 1886 bis 1901 als Nachfolger von Hermann Albert Schumacher Ministerresident in Lima. Im November 1900 war er als Gesandter nach San Domingo versetzt worden und Gustav Michahelles wurde dann Ministerresident in Peru.